# John Boyd Orr
John Boyd Orr, 1e baron Boyd-Orr, (Kilmaurs, 23 september 1880 – Edzell, 25 juni 1971), van 1935 tot 1949 ook bekend als Sir John Boyd Orr, was een Schots leraar, arts, bioloog en politicus. In 1949 ontving hij de Nobelprijs voor de Vrede voor zijn werk als eerste directeur-generaal van de Voedsel- en Landbouworganisatie (FAO) van de VN.

## Biografie

### Jonge jaren
John Boyd Orr werd geboren als vierde van zeven kinderen van Robert Clark Orr en Annie Boyd. Orrs vader was onderwezen in politieke, sociologische en metafysische onderwerpen. John ontwikkelde al op jonge leeftijd eveneens een interesse in deze onderwerpen.
Toen John vijf was verhuisde de familie naar West Kilbride vanwege een financiële tegenslag. Hier volgde hij zijn basisschoolopleiding. Op zijn 13e ging John naar de Kilmarnock Academy. Zijn familie liet zijn studie aldaar echter stopzetten toen bleek dat hij te veel tijd doorbracht in het gezelschap van medewerkers uit een groeve, die volgens zijn ouders een slechte invloed op hem hadden. Op zijn 19e kreeg hij een studiebeurs voor de Universiteit van Glasgow, waar hij filosofie studeerde. In Glasgow kwam hij ook voor het eerst in aanraking met armoede onder de bevolking.
Nadat hij een tijdje les had gegeven besloot Orr biologie te gaan studeren. Tevens ging hij voor een diploma in medicijnen. In 1910 studeerde hij af met een Bachelor of Science, in 1912 gevolgd door een Bachelor of Medicine and Surgery.

### Onderzoekscarrière
Bij het verlaten van de universiteit nam hij een baan als scheepsarts op een handelsschip dat tussen Schotland en West-Afrika voer. Hij nam de baan vooral omdat hij zo snel zijn studieschuld kon afbetalen. Na vier maanden nam hij ontslag. Hij besefte dat een carrière in de medische wereld niets voor hem was. Daarom ging hij werken in E.P. Cathcarts laboratorium. Op 1 april 1914 nam Orr de leiding over een nieuw onderzoeksinstituut in Aberdeen. Dit instituut was een samenwerkingsproject tussen het Schotse college van landbouw en de Universiteit van Aberdeen.
Toen de Eerste Wereldoorlog uitbrak, ging Orr in dienst bij het Britse leger. Hij werd tewerkgesteld bij een burgerafdeling van de R.A.M.C.. Hij voerde hier veel veranderingen door op het gebied van hygiëne om zo ziektes te voorkomen. Later in de oorlog werd Orr overgeplaatst naar de Royal Navy, waar hij zich ook kon richten op onderzoek naar voeding en medicijnen.
Begin 1919 keerde Orr terug naar Aberdeen. Hij had plannen voor een uitbreiding van het onderzoeksinstituut in Aberdeen, maar die stuitten op veel problemen. Uiteindelijk stemde de overheid toe de helft van het bedrag dat nodig was voor dit instituut te betalen. De andere helft kreeg Orr van een zakenman genaamd John Quiller Rowett. In 1922 was de uitbreiding klaar, waarna het instituut werd hernoemd tot Rowett Research Institute.
Orr bleef nog lange tijd werken bij dit instituut, maar zette zich vooral in voor het vinden van sponsoren voor het instituut. Zijn onderzoek richtte zich vooral op diervoeding, maar later ook op menselijke voeding. Orr werd mede door zijn onderzoek een actieve lobbyist voor beter eten.

### Internationaal en politiek werk
In april 1945 werd Orr, die inmiddels rector van de Universiteit van Glasgow was geworden, verkozen tot onafhankelijk parlementslid voor de Combined Scottish Universities. In 1946 diende hij zijn ontslag in.
Na de Tweede Wereldoorlog nam Orr ontslag bij het Rowett Instituut. Hij werd lid van de Voedsel- en Landbouworganisatie, alwaar hij zich inzette voor het verbeteren van voedselproducten. Direct bij de oprichting had hij voorgesteld, de FAO om te vormen tot een World Food Board, maar daarvoor was de internationale gemeenschap nog lang niet rijp. Toen hij in 1949 de Nobelprijs won, doneerde hij het hele geldbedrag aan organisaties die zich inzetten voor wereldvrede en een verenigde overheid.
In 1960 werd Orr verkozen tot eerste president van de World Academy of Art and Science.